# Renata Soñé
Renata de Jesús Soñé Savery (New York, 6 agosto 1982) è una modella dominicana, incoronata Miss Repubblica Dominicana 2005.
È stata inoltre la rappresentante ufficiale della Repubblica Dominicana a Miss Universo 2005 a Bangkok, dove si è classificata al terzo posto, dietro la portoricana Cynthia Olavarria e la vincitrice, la canadese Natalie Glebova.
In seguito ha lavorato come attrice e personaggio televisivo. Ha debuttato come attrice nel film dominicano  Un Macho de Mujer del 2006, al fianco del conduttore televisivo venezuelano Daniel Sarcos.. Inoltre la Soñé ha condotto il programma settimanale Cupido nel 2008, a cui è seguito la trasmissione televisiva quotidiana Todo Bien su Antena Latina, e quella radiofonica Renata Soñé por la 91.
Nel 2006 ha firmato e prodotto una linea di occhiali di lusso, chiamata Renata Soñé Eye Wear.